# Station Podbory Skawińskie
Station Podbory Skawińskie is een spoorwegstation in de Poolse plaats Skawina.